# لماذا لا نستطيع الانتظار

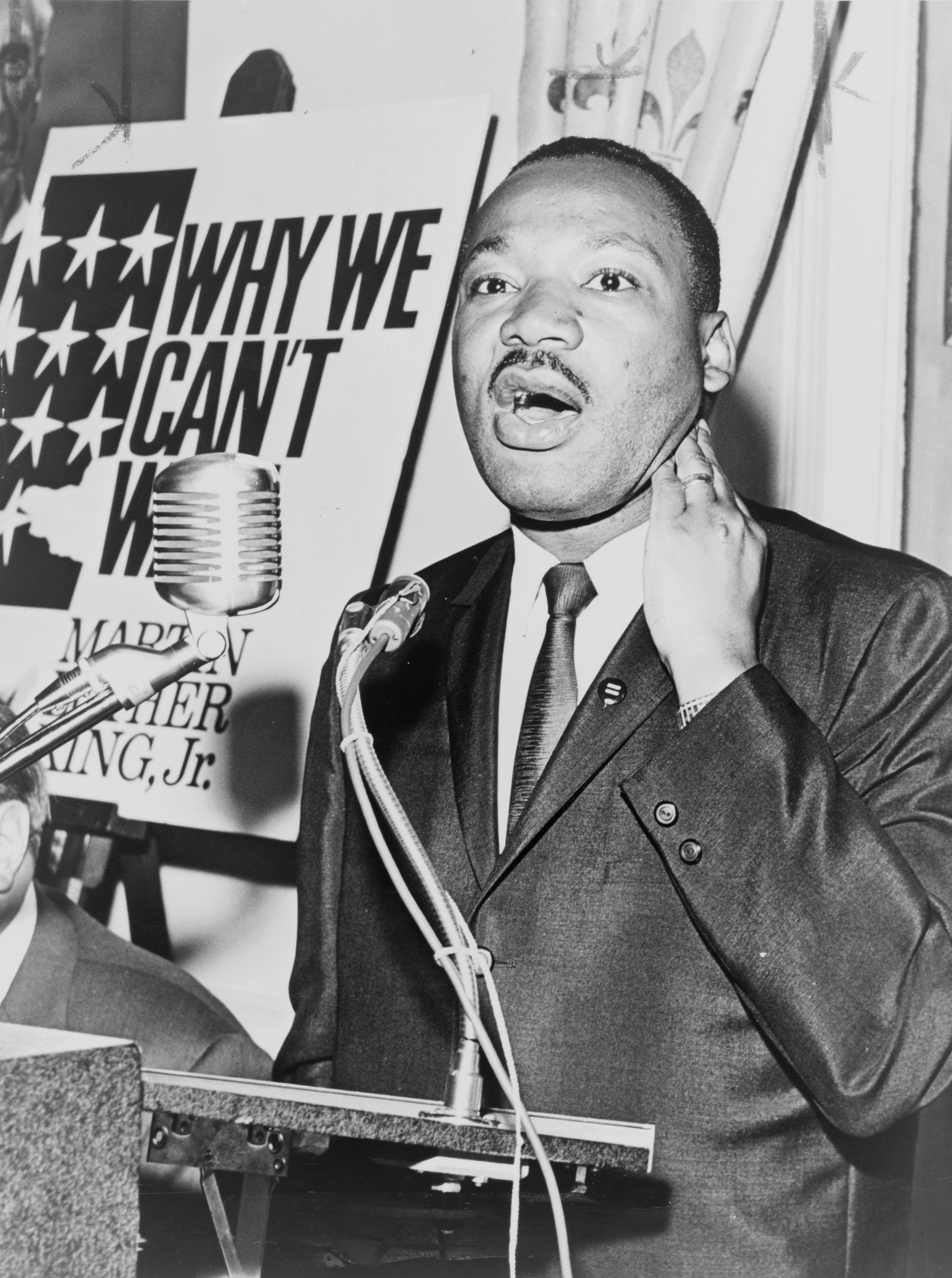

صدر في عام 1964 كتاب مارتن لوثر كينغ الابن «لماذا لا نستطيع الانتظار» الذي يدور حول الحركة اللا عنفية ضد الفصل العنصري في الولايات المتحدة، وتحديداً حملة برمنغهام عام 1963. وَصف الكتاب عام 1963 باعتباره عاماً بارزاً في حركة الحقوق المدنية وبداية «لثورة الزنوج».

## الكتابة
عُرفت نواة الكتاب «رسالة من سجن برمنغهام» على المستوى الوطني وحظيت هذه الرسالة باهتمام من عالم النشر في نيويورك، ونقلها ستانلي ليفيسون إلى الملك في مايو عام 1963. أبرم ليفيسون بعد فترة وجيزة صفقة مع ناشر المكتبة الأمريكية الجديدة فيكتور ويبرايت الذي اقترح أن يُستخدم موضوع عدم الانتظار كعنوان للرسالة ومنح إذناً «لرسالة من سجن برمنغهام» لإعادة نشرها في الصحف والمجلات الوطنية؛ إذ ظهرت في يوليو عام 1963 بعنوان «لماذا لن ينتظر الزنجي».
بدأ كينغ العمل على الكتاب في وقت لاحق من عام 1963 بمساعدة كل من ليفيسون وكلارنس جونز، نُفذت بعض الأعمال المبكرة أيضاً من قبل آل داكت (أحد المشاركين في الحركة أيضاً). طر كل من كينغ وليفيسون داكت ثم نار لامات، وعمل ليفيسون على النص نفسه. وساهم بايارد راستن والمحرر هيرماين وبوبر في إنجاز العمل.
قال راستن: «لا أريد أن أكتب شيئاً لشخص ما أعرف أنه يتصرف كالدمية، أريد أن أكون شبحاً حقيقياً يكتب ما يريد الشخص قوله، وقد كان صحيحاً دائماً ما كنت أعرفه عن حالة مارتن لوثر كينغ. لن أكتب أبداً أي شيء لم يرد مارتن قوله. فهمته جيداً بما فيه الكفاية».
يقتبس الكتاب إلى حد كبير من نص «رسالة من سجن برمنغهام» مع بعض التغييرات التحريرية. كتب كينغ في الحاشية «على الرغم من أن النص حافظ على مضمونه نفسه دون تغيير، فإني تماديت في حق المؤلف وصقلته من أجل نشره».
نشرت هاربر آند رو «لماذا لا نستطيع الانتظار» في يوليو 1964 بتكلفة طباعة مع غلاف عادي 60¢.

## موجز
يصف الكتاب عام 1963 بأنه عام بداية «ثورة الزنوج»، ويهدف إلى وصف الأحداث التاريخية التي أدت إلى هذه الثورة وإلى شرح سبب كون هذه الثورة لا عنفية.
هدف كينغ إلى وصف هذا التاريخ بسبب السرعة التي أصبح بها بارزاً لكل أمريكا؛ وبسبب أهميته في الأحداث القادمة. وقد كتب: «وُلدت ثورة الزنوج بهدوء تماماً كما لا يصدر البرق صوتاً حتى يقصف، ولكن عندما ضربت فإن الوميض الكاشف لقوتها وتأثير إخلاصها وحماسها أظهر قوة ذات شدة مخيفة. لا يمكن توقع أن تتكلم ثلاثمائة سنة من الإذلال والإيذاء والحرمان صوتاً عبر الهمس؛ لأن هنالك المزيد في المستقبل ولأن المجتمع الأمريكي يشعر بالحيرة بسبب مشهد تمرد الزنوج، ومن المهم أن نفهم التاريخ الذي يُصنع اليوم لأن الأبعاد شاسعة والآثار عميقة في أمة تضم عشرين مليون زنجي». 

### لماذا 1963؟
قدم كينغ عدة أسباب لقيام الزنوج بثورة في عام 1963:
- خيبة الأمل من السرعة البطيئة لمدارس الفصل العنصري بعد قضية براون ضد المجلس في عام 1954.[10]
- عدم الثقة في السياسيين والحكومة وخاصة بعد الإخفاقات الملحوظة لإدارة كينيدي؛ والتي شملت موقفاً ضعيفاً للتمييز في الإسكان وعدم وجود دعم لحقوق تصويت السود في الجنوب.[11]
- إنهاء استعمار إفريقيا (وآسيا)، والتصور الدولي للزنجي الأمريكي بأنه مضطهد وعاجز.[12]
- أشارت الذكرى السنوية المائة لإعلان تحرير العبيد عام 1863 أن السود ظلوا مضطهدين على الرغم من حريتهم القانونية الاسمية.[13]
- لم ينته الكساد العظيم للأمريكيين الأفارقة؛ ولكن تمتع الآخرين بالانتعاش الاقتصادي بينما ارتفعت بطالة السود، يقول كينغ إن اللامساواة الاقتصادية في أمريكا أصبحت واضحة بشكل خاص في عام 1963.[14]
- النهوض للاهتمام بالعمل المباشر اللا عنفي كوسيلة للمطالبة بالتغيير.[15]

### المقاومة اللا عنفية
وصف كينغ سبب قوة المقاومة اللا عنفية، حيث يُعتبر تغيير وظيفة السجون في المجتمع واحدة من نقاط القوة الرئيسية لها. استُخدم السجن في السابق كعنصر تخويف؛ أيضاً استخدمت السلطات التهديد بالألم والعزلة في السجن للسيطرة على الأفراد المنفصلين، ولكن تمتعت مجموعات كبيرة من المتظاهرين بسلطة ملء السجون وتسييس فعل السَجن؛ الأمر الذي خفف من عقوبة السجن.
وأدان الرمزية واعتبرها عملاً مضللاً يوفر فخراً زائفاً بدون قوة حقيقية: «أراد الزنجي أن يشعر بالفخر في عرقه؟ الحل بسيط مع الرمزية، إذا واصل كل عشرين مليون زنجي النظر إلى رالف باتش، فإن الرجل الذي سيستلم منصباً في وظيفة سيولد حجماً كبيراً من الفخر بحيث يمكن اقتطاعه إلى أجزاء وتقديمه للجميع».
ميز كينغ بين الرمزية و«البداية المتواضعة» للمساواة، وكتب أن الرمزية تعمل على خنق المعارضة والاحتجاج، وليس على بدء تحقيق المساواة. وانتقد المناهج الأخرى للتغيير الاجتماعي بالنسبة للسود، بما في ذلك هدوء بوكر تي واشنطن ونداء نخبوية دو بويز إلى الموهبة العاشرة والوحدة الإفريقية لماركوس غارفي وقضية الجمعية الوطنية للنهوض بالملونين. جادل كينغ بأن أياً من هؤلاء القادة والفلاسفة يحمل وعداً بالتغيير الجماهيري الحقيقي لجميع الأمريكيين من أصل إفريقي.

### برمنغهام
وصف كينغ «بول كونور برمنغهام» بأنها مدينة بالية يشبه نظامها الاجتماعي عبودية الحقبة الاستعمارية، وكتب أن السود يفتقرون إلى حقوق الإنسان الأساسية وهم محكومين بالعنف والإرهاب.
وسرد المظاهرات الأولية التي نظمتها حركة ألاباما المسيحية لحقوق الإنسان ثم وصف محاولات بول كونور لتخويف مؤتمر القيادة المسيحية الجنوبية الذي خطط مع ذلك لحملة برمنغهام، مُعتقداً أنه إذا تغلب على التمييز العنصري في برمنغهام فقد يكون له آثار إيجابية في جميع أنحاء الولايات المتحدة.
وصف كينغ التحالف بين مؤتمر القيادة المسيحية الجنوبية وحركة ألاباما المسيحية لحقوق الإنسان، وأعاد إنتاج نص «بطاقة الالتزام» المُستخدمة للتجنيد (تعهد المتطوعون الذين وقعوا على البطاقة بالتأمل في حياة يسوع والصلاة يومياً ومراقبة مصالح المجتمع والسعي إلى العدالة والمصالحة وليس إلى النصر). 
روى كينغ قصة سجنه الذي تم أثناء وجوده في المظاهرات ثم استنسخ كتابه الشهير «رسالة من سجن برمنغهام».
أصبحت حكومة المدينة أكثر استعداداً للتفاوض مع استمرار المظاهرات. وصف كينغ المشاركة الجماعية للشباب والسجون الكاملة والاهتمام الدولي الإعلامي وعم وصفه بالصور القوية، حيث توصل المفاوضون إلى اتفاق يوم الجمعة 10 مايو عام 1963: «وعدت المدينة بإلغاء التمييز العنصري في غضون 90 يوماً وتوفير وظائف للسود في الصناعة المحلية والإفراج عن المسجونين أثناء الحملة وتعزيز الدبلوماسية الرسمية المستمرة بين زعماء البيض والسود».
أثارت الاتفاقية محاولة لاغتيال كينغ بتنسيق من قبل كو كلوكس كلان، حيث أدى التفجير الذي حصل في غرفة فندق كينغ إلى اضطراب مدني في برمنغهام احتاج قدوم قوات الشرطة ثم الحرس الوطني.
طرد مجلس التعليم آلاف من الطلاب المتظاهرين من المدرسة، ولكن طُعِن بالقرار من قبل الجمعية الوطنية للنهوض بالملونين وألغاه القاضي إلبرت بي تاتل في الدائرة الخامسة لمحكمة الاستئناف.

## الميراث
تلقى الكتاب الكثير من استحسان النقاد المعاصرين، واحتل المرتبة 78 في قائمة المكتبة الحديثة لأفضل كتاب غير روائي مكتوب باللغة الإنكليزية.